# Pernegg (Dolna Austria)
Pernegg – gmina targowa w Austrii, w kraju związkowym Dolna Austria, w powiecie Horn, w regionie Waldviertel. Liczy 716 mieszkańców (1 stycznia 2014).

## Współpraca
Miejscowość partnerska:
- Schwentinental, Niemcy